# Sesto
Pour les articles homonymes, voir Sesto (homonymie).
Sesto (en allemand, Sexten) est une commune italienne d'environ 1 900 habitants située dans la province autonome de Bolzano dans la région du Trentin-Haut-Adige.

## Géographie
Situé à l'extrême est de la province autonome de Bolzano, la commune se trouve dans la vallée de Sesto qui bifurque du haut val Pusteria à San Candido en reliant la région au Cadore en Vénétie, par le col du Monte Croce di Comelico. Au nord-est, la crête principale des Alpes carniques avec le sommet du Monte Elmo (2 433 m) constitue la frontière autrichienne au Tyrol oriental.
Au sud et au sud-ouest, les Dolomites de Sesto avec le parc naturel Trois Cimes occupent de vastes portions du territoire, accessible par le val Fiscalina ; cette petite vallée est particulièrement connue pour le cadran solaire de Sesto. Le sommet du mont Paterno (2 744 m), au sud-ouest, marque la limite avec la commune de Dobbiaco.

## Histoire
Depuis le Moyen Âge, les alpages de Sexta étaient de la propriété de l'abbaye d'Innichen à San Candido, sous la suprématie des princes-évêques de Frisingue jusqu'au moment où le recès d'Empire de 1803 mit un terme à leur pouvoir temporel.
Après la sécularisation, le domaine échut au comté de Tyrol au sein de la monarchie de Habsbourg. Pendant la Première Guerre mondiale, à partir de 1915, la région se trouvait directement au front italien en subissant dévastations graves.

## Économie
La vallée de Sesto est accessible par la route nationale 52.
Sesto est une station de ski faisant partie des domaines Dolomiti Superski et Drei Zinnen.

## Sport
Chaque mois de septembre depuis 1998, le village accueille le départ de la Drei Zinnen Alpine Run.

## Administration
| Période                                  | Période | Identité | Étiquette | Qualité |
| ---------------------------------------- | ------- | -------- | --------- | ------- |
|                                          |         |          |           |         |
| Les données manquantes sont à compléter. |         |          |           |         |

### Hameaux
Kiniger-Quiniga, Mitterberg-Monte di Mezzo, Moos-Moso, St. Josef-San Giuseppe, Schmieden-Ferrara, St. Veit-San Vito.

### Communes limitrophes
Les communes limitrophes sont Auronzo di Cadore, San Candido, Comelico Superiore, Dobbiaco, Kartitsch et Sillian.

## Jumelages
- Sankt Veit in Defereggen (Autriche)
- Zermatt (Suisse)

## Personnalités liées à la commune
- Patrick Holzer (né en 1970), skieur alpin.
- Michael Innerkofler (1844–1888), guide de haute montagne.
- Jannik Sinner (né en 2001), joueur de tennis italien.